# 이집트의 경제
이집트의 경제는 가말 압델 나세르 대통령(1954년~1970년) 하에서 수입 대체에 초점을 맞춘 고도로 중앙 집중화된 경제였다. 압둘팟타흐 시시 대통령 집권 기간(2014년~현재) 이집트 경제 다변화를 목표로 한 2030 비전에 이어 아프리카에서 명목 GDP 기준으로 나이지리아에 이어 2위, 2021년 기준 세계 랭킹 34위에 올랐다.
2000년대 이후, 재정, 통화 정책, 조세, 민영화, 새로운 사업 입법을 포함한 구조 개혁의 속도는 이집트가 보다 시장 지향적인 경제로 나아가는 데 도움을 주었고 외국인 투자를 증가시켰다. 개혁과 정책은 거시경제 연간 성장률을 강화했다. 이집트 경제가 회복됨에 따라 실업과 빈곤과 같은 다른 쟁점들이 현저하게 감소하기 시작했다.
이 나라는 정치적 안정과 유럽과의 근접성, 수출 증가, 통화 강세의 혜택을 받고 있다. 투자자의 관점에서 이집트는 안정적이고 외부 이해관계자들의 지지가 좋다.

## 개혁 시대

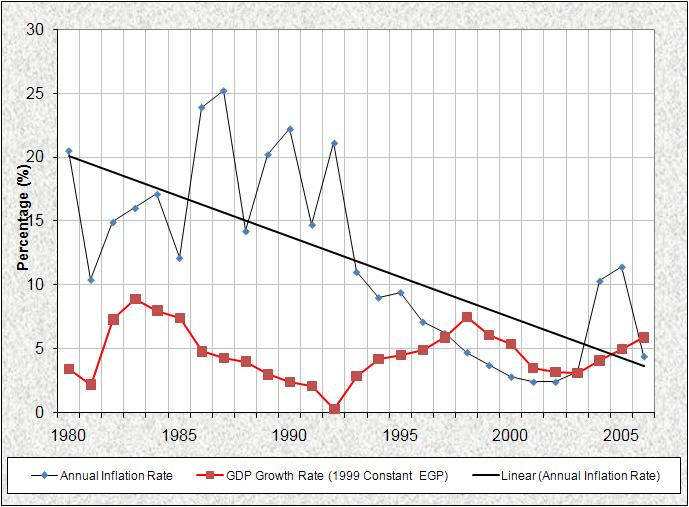
이집트의 연간 인플레이션(검은색) 및 경제성장(빨간색)

1991년 시작된 포괄적인 경제 개혁 하에서 이집트는 많은 가격 통제 완화, 보조금 축소, 인플레이션 감소, 세금 인하, 무역과 투자 일부 자유화 등을 단행했다. 제조업은 공공 부문, 특히 중공업에 덜 지배적이 되었다. 공공부문 개혁과 민영화 과정이 민간부문의 기회를 키우기 시작했다.
농업은, 주로 민간에서 이루어졌으며, 면화와 설탕 생산은 예외로 하고 있다. 건설업, 비금융 서비스업, 국내 도소매업은 대부분 개인 사업이다. 이것은 GDP와 연간 성장률을 꾸준히 증가시켰다. 이집트 정부는 인플레이션을 두 자릿수에서 한 자릿수로 낮추도록 길들였다. 현재 국내총생산(GDP)은 다변화에 성공해 연평균 7%씩 가파르게 상승하고 있다.
구매력 평가(PPP) 기준 1인당 국내총생산(GDP)은 1981년 1355달러에서 1991년 2525달러, 2001년 3686달러, 2006년 4535달러로 1981년과 2006년 사이에 4배 증가했다. 국가 통화 기준 1999년 일정한 가격에서 1인당 GDP는 1981년 EGP 411에서 1991년 EGP 2098, 2001년 EGP 5493, 2006년 EGP 8708로 증가했다.
현재 US$ 가격을 기준으로 할 때, 1인당 GDP는 1981년 587달러에서 1991년 869달러, 2001년 1461달러, 2006년 1518달러(월 130달러 미만으로 환산)로 증가했다. 세계은행 국가분류에 따르면 이집트는 저소득층에서 중산층으로 승격됐다. 2013년 기준 이집트의 평균 주급은 LE641(약 92달러)로 전년 대비 20% 성장했다.
개혁 프로그램은 진행 중인 작업이다. 주목할 점은 나치 정부가 집권한 이후 개혁 기록이 상당히 개선되었다는 점이다. 이집트는 법률, 세금 및 투자 기반 시설 개발에 상당한 진전을 이루었다. 실제로, 지난 5년 동안 이집트는 15개 이상의 입법 조항을 통과, 개정, 시인했다. 경제는 2009년/2010년에 약 4%에서 6% 성장할 것으로 예상된다.
경제 성장과 국제 식품 가격 상승으로 인한 국내 인플레이션 압력이 급증하면서 이집트 중앙은행은 2008년 2월 이후 순차적인 움직임으로 밤샘 대출과 예금 금리를 인상했다. 이 비율은 2008년 9월 18일 이후 각각 11.5%와 13.5%였다.
세계 금융 위기의 상승으로 2009년 2월 12일 밤샘 대출 금리와 예금 금리를 1% 인하하는 등 국가 경제에 미치는 영향에 직면하기 위한 일련의 재정-통화 정책 조치들이 이어졌다. 금리는 현재 각각 10.5%와 12.5%이다.
에너지 및 식량 보조금 개혁, 국영 카이로 은행의 민영화, 인플레이션 목표 등은 아마도 2007년/2008년과 2008년/2009년의 가장 논란이 많은 경제 문제일 것이다.

### 대외무역 및 송금

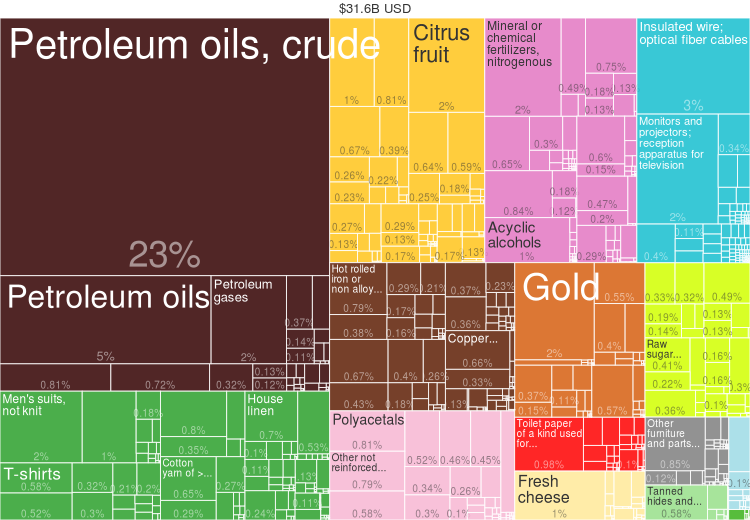
이집트는 하버드 아틀라스 오브 이코노믹 컴플렉스의 제품별 트리맵(2014년)을 수출한다.

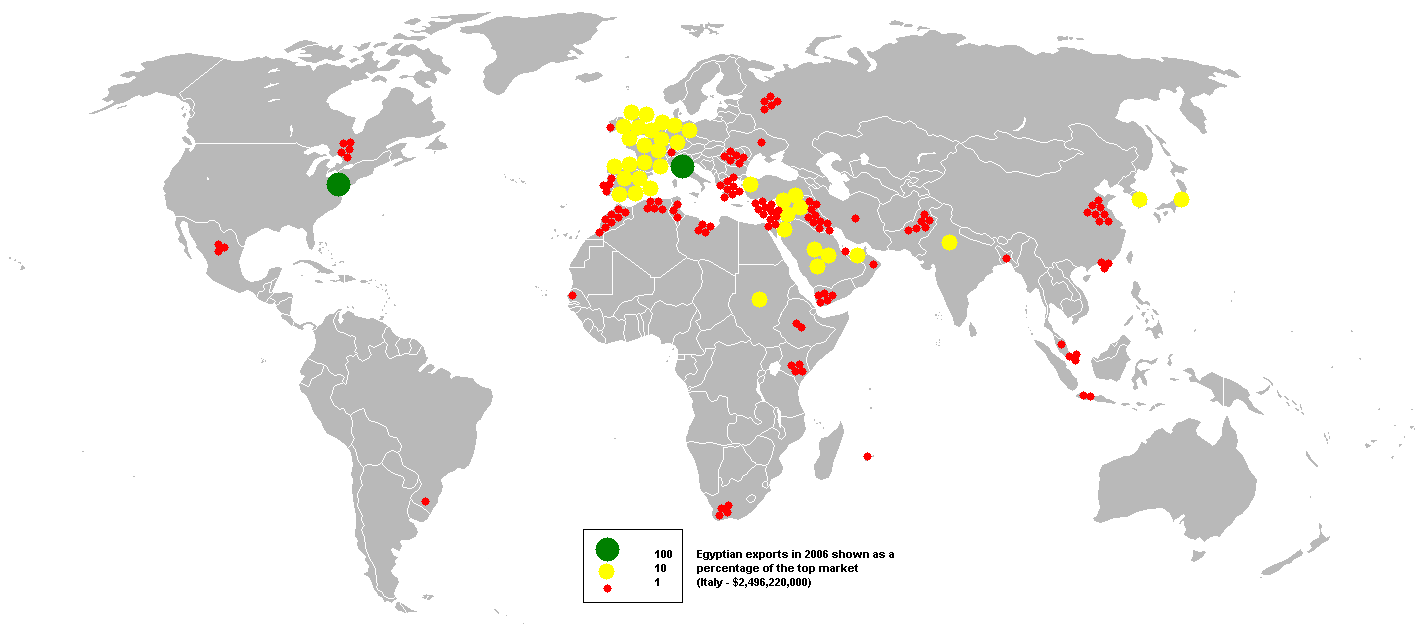
2006년 이집트 수출 목적지

이집트의 무역수지는 2005 회계연도에 103억 6천만 달러를 기록했으며 75억 달러와 비교된다. 이집트의 주요 수출품은 천연가스와 기성복, 면직물, 의료·석유화학 제품, 감귤류, 쌀, 건양파, 최근에는 시멘트, 철강, 도자 등 비석유제품이다.
이집트의 주요 수입품은 약품과 밀, 옥수수, 자동차, 자동차 예비 부품 등 석유 이외의 제품으로 구성되어 있다. 경상수지는 2002 회계연도의 GDP의 0.7%에서 2005 회계연도의 3.3%로 성장했다. 이집트의 경상수지는 2004 회계연도에 1억 5800만 달러의 적자와 비교해 2005 회계연도에 4억 47800만 달러의 흑자를 기록했다. 이탈리아와 미국은 이집트 상품과 서비스의 수출 1위 시장이다. 아랍권에서는 이집트가 2018년 기준으로 석유 외 국내총생산(GDP)이 가장 크다.
국제이주기구에 따르면 해외의 270만 명으로 추산되는 이집트인들이 투자뿐만 아니라 송금유입, 인적, 사회적 자본의 유통을 통해 자국의 발전에 적극적으로 기여하고 있다. 2009년 이집트는 중동에서 가장 많은 송금을 받았다. 2009년에는 약 78억 달러가 접수되었으며, 이는 2008년에 비해 10% 감소한 것으로 추정되며, 이는 대부분 금융 위기의 영향으로 인한 것이다. 이집트 중앙은행 자료에 따르면 송금 1위는 미국(23%)이었고 쿠웨이트(15%) 아랍에미리트(14%) 사우디아라비아(9%) 순이었다.

### 공공재정
수익 측면에서, 정부의 총 수익은 2002 회계연도에 891억 EGP였고 2008 회계연도에 EGP1847억에 이를 것으로 예상된다. 최근의 세제 개혁으로 인해 관세, 소비세, 세수, 특히 개인 소득세, 판매세, 향응세, 부과세 증가의 많은 부분이 이루어졌다. 이러한 추세로 인해 향후 몇 년 동안 세수 기반이 점차 넓어질 것으로 보인다. 그러나 수익은 지난 몇 년간 GDP의 비율로 다소 일정하게(약 21%) 유지되고 있다.
지출 측면에서는, 강한 지출 증가가 예산의 주요 특징으로 남아 있다. 이는 주로 (1) 정부 공약에 따른 공공부문 임금의 지속적인 강력한 확대에 따른 결과이다. 임금과 보상은 2002 회계연도의 EGP 30.5억원에서 2008 회계연도의 EGP 59.6억원으로 증가했다. (2) 공공부채 주식에 대한 고금리 지급. 이자 지급액은 2002 회계연도의 EGP 21.8억원에서 2008 회계연도의 EGP 52.0억원으로 증가했다. 중요한 것은 국내 부채가 2002 회계연도의 58.4%에서 2008 회계연도의 약 62% 증가할 것으로 예상되는 것과 (3) 2002 회계연도의 EGP 18.0억에서 2008 회계연도의 EGP 64.5억으로 증가한 식품 및 에너지 보조금 비용이 그것이다.
금융자산의 순취득 조정 후 전체적자는 현금적자와 거의 변동이 없다. 2002 회계연도 GDP의 -10.2%에 해당하는 EGP 438억 달러의 전체 적자는 2007 회계연도 GDP의 -6.7%로 축소되었다. 적자는 주로 국내 차입과 지출 매출에 의해 조달되며, 이는 이집트 예산에서 표준 회계 관행이 되었다. 정부는 2008 회계연도에 국가 자산의 판매를 늘리는 것을 목표로 하고 있다.
최근 이집트 의회에서는 정부의 재정 행태가 거센 비판과 열띤 논쟁과 논의에 휩싸였다. 지배구조와 관리의 허약성, 범법자에 대한 세금징수 절차와 과징금의 느슨한 이행, 기본보조금 및 내국채의 전반적 회계처리가 부적절해 내수시장 혼란, 높은 인플레이션, 비효율성 증가, 내수경제 낭비 등으로 이어졌다.

### 금융 부문
이집트 중앙은행은 국가 준비 은행으로 금융 시장과 이집트 파운드를 통제하고 규제한다. 카이로 증권거래소에는 주정부의 규제기관이 있다. 국유 은행 또는 국유 은행은 여전히 이집트 은행 계좌의 85%를 차지하고 있으며 전체 저축액의 약 60%를 차지하고 있다. 농어촌 지역의 은행 보급률은 57%에 불과하다.

## 천연자원

### 토지, 농업 및 농작물
과거 따뜻한 날씨와 풍부한 물은 1년에 몇 개의 농작물을 생산해 왔다. 그러나 2009년 이후 증가하는 사막화가 문제가 되고 있다. 압델 라만 아티아 카이로대 농업학과 교수는 IRIN에 "이집트는 매년 약 11,736헥타르의 농경지를 잃어 310만 헥타르의 농경지가 "예측 가능한 미래에 완전히 파괴될 가능성이 있다"고 말했다. 깨끗한 물의 부족도 문제다.
면, 쌀, 밀, 옥수수, 사탕수수, 사탕무, 양파, 담배, 그리고 콩이 주요 작물이다. 토지는 집중적으로 일하고 수확률은 높다. 수출용 과일, 채소, 꽃뿐만 아니라 과일, 채소 생산에도 몇 가지 현대적인 기술이 적용되고 있다. 추가 개선이 가능하다. 가장 흔한 전통 농장은 각각 0.40헥타르씩을 차지하는데, 일반적으로 나일 강둑을 따라 있는 운하 관개 지역에 있다. 많은 소규모 농부들이 또한 소, 물소, 닭을 소유하고 있다. 1953년과 1971년 사이에, 특히 상이집트와 나일강 삼각주의 일부에서 일부 농장들이 집단화되었다.
유세프 왈리 전 농림부 장관이 재임한 1982-2004년 이후 소위 "밀 게임"을 다루기 위한 국내 (및 수입) 정책에 의문을 제기했다.
이집트는 MENA 지역에서 소규모 농부들의 복지와 상품의 독점을 폐지하는 합리적인 가격에 제품을 공급하는 최초의 전자 이집트 상품 거래소이다.

### 지하수
남해안에 내리는 비는 주요 저수지의 주요 재충전의 원천이다. 지중해 남쪽 20km 지점까지 바닷물 위에 저수지의 자유 부유층이 있다. 해안 평야의 대부분의 우물은 주요 저수지의 수위에 의존한다. 해안용수는 해안모래에 스며든 물과 남쪽에서 흘러내린 물에서 나온다. 이 염분이 적은 물은 많은 용도로 사용된다.

## 투자
세계은행이 2012년 580억 달러로 하락하면서 이집트 상장기업의 주식 시가총액은 2005년 796억 7200만 달러로 평가됐다.

### 투자 기후
이집트 주식시장은 633개 이상의 상장사가 있는 이 지역에서 가장 발달한 시장 중 하나다. 거래소의 시가총액은 472억 달러에서 2006년 935억 달러로 2005년 두 배 증가했으며, 2007년에는 1390억 달러로 정점을 찍었다. 이후 2012년에는 580억 달러로 감소했으며, 매출액은 2005년 1월 11억 6000만 달러에서 2006년 1월 60억 달러로 급증했다.
미공개주는 과거 이집트에서 기업 자금으로 널리 사용되지 않았다. 그러나 정부는 내부 사모펀드를 개발하고 국제 소식통으로부터 사모펀드를 유치하기 위해 여러 정책 변화와 개혁을 단행했다.
주요 산업으로는 섬유, 탄화수소 및 화학 생산, 일반 의약품 생산이 있다. 실업률은 약 10.5%로 높다.
2003년까지 이집트 경제는 외화 부족과 과도한 금리 인상으로 어려움을 겪었다. 이집트 경제 환경의 약점을 바로잡고 민간 부문의 경제 참여와 신뢰도를 높이기 위해 일련의 예산 개혁이 실시되었다.
국내총생산(GDP)의 30~60%를 차지하는 비공식 부문과 씨름하기 위해 2005년 주요 재정 개혁이 도입됐다. 이집트 역사상 처음으로 기업에 대한 대폭적인 감세가 도입됐다. 2005년 신설된 소득세법 제91호는 40%에서 20%로 세율을 낮췄다. 정부 수치에 따르면 개인과 기업의 세금 신고는 100% 증가했다.
무역 관세를 인하하기 위해 많은 변화가 있었다. 국회의원들의 목표 중에는 암시장 공략, 관료제 축소, 무역자유화 방안 추진 등이 있었다. 외국인 투자자를 유치하기 위해 투자회사법 개정안이 도입됐다. 예를 들어 회사를 설립하는 데 필요한 일수가 크게 줄어들었다.

## 글로벌 금융위기 대응방안
세계 식량 위기와 세계 금융 위기의 도전은 보다 통합된 정책 개혁의 여지를 만들었다. 이집트 경제정책 입안자들은 지난 12개월여 동안 취한 대규모 경제조치를 고려할 때 내부 지연, 즉 충격이 경제에 영향을 미치기 시작한 순간과 규제정책뿐만 아니라 경제(통화, 재정) 정책도 바뀌는 시점 사이의 시간 경과를 바탕으로 높은 점수를 받는다. 상품시장(실제 GDP), 노동시장(실업률), 화폐시장(이자율 및 인플레이션), 금융시장(주식 및 채권) 등 다양한 시장에 대한 충격에 대응하여 시행한다. 실제로 다른 투자자들이 패닉 상태에 빠져 매도할 것이라는 두려움 때문에 최소한 부분적으로나마 온건한 금융 공황이 발생했다. 주식 및 채권 시장 가격 하락과 명목 금리 상승이 있었다.
이집트 인구는 약 9,700만 명으로 나일강 양쪽 20마일(32km) 지역에 인구가 집중돼 있다. 인구의 대다수가 서비스업에 종사하고 있으며 농업과 산업 생산이 그 뒤를 잇고 있다. 이집트 노동력의 약 1/3이 농업에 직접 종사하고 있으며, 그 밖의 많은 노동자들은 농산물의 가공이나 무역에 종사하고 있다.
실업률은 2004 회계연도의 10.3%에서 2005년 11.2%로 증가했다. 공격적인 민영화 프로그램의 결과로 1998 회계연도와 2005 회계연도 사이에 공공 소유 기업 부문의 평균 고용 증가율은 -2%였다. 반면 민간부문 고용은 이 기간 평균 3%의 성장률을 보였다. 같은 기간 정부 부문 고용도 민간 부문보다 거의 두 배 가까이 증가했다.
일반적으로 민간 주 평균 임금은 공공 부문보다 높은 경우가 많다. 일부 다른 사례(예: 도매 및 소매 거래)에서는 주급이 공공 부문의 절반만큼 낮다.
이집트는 식료품 가격 상승에 대한 불만을 잠재우기 위해 정부와 공공부문 근로자들에게 최대 30%의 임금 인상을 제안하고 민간이 임금 인상에 보조를 맞출 것을 촉구했다. 이 제안은 호스니 무바라크 대통령이 이집트 노동조합총연맹에 전달한 메이데이 연설에서 나왔다.
그는 "우리는 현재의 세계적 (식품) 위기에 대처하기 위해 가야 한다 (1) 저소득층의 식량 안보를 강화해야 한다 (2) 임금과 물가 사이의 균형을 이루어야 한다"고 말했다.
당초 정부 예산에서 제안한 임금 인상은 15~20% 사이였지만 물가에 대한 분노가 확산되면 사회적 폭발로 이어질 수 있다는 우려가 커지면서 두 배로 늘리기로 결정했다. 임금 인상은 2008년 7월 1일 새 회계연도의 시작을 기다리지 않고 즉시 시작되며 실제 자원으로 조달된다.
2008년 3월 CPI 물가상승률이 15.8%(농촌 17.6%, 도시 14.4%)로 가장 높았던 반면 전체 식료품 물가상승률은 23.7%(농촌 26.9%, 도시 20.5%)였다. 또한 2008년 4월 도시 지역의 경우 주요 CPI 인플레이션율은 16.4%에 도달한 반면 식품 가격 인플레이션율은 22.0%였다. 이는 (나와르 2008년)에서 "CPI라는 제목으로 측정한 인플레이션율은 소득의 대부분을 식비에 사용하기 때문에 이집트 시골과 도시에 사는 대다수의 빈곤층과 저소득층과 관련이 없다"는 논평을 강조하고 있다. 인구의 약 75%를 차지하는 약 5천 5백만 명의 빈곤층과 저소득층이 현재 식량 배급 카드에 등록되어 있다.
2009년 4월, 이집트는 걸프 지역에서 일하는 50만 명의 이집트 노동자들의 귀환을 두려워했다고 보도되었다.
2019년 5월 CAPMAS는 이집트의 연간 도시 소비자 물가 상승률이 3월 14.2%에서 4월 13%로 완화됐다고 발표했다.

## 빈곤의 원인

### 높은 비즈니스 비용
2011년 및 2012년 세계은행 그룹이 실시한 신속 평가 설문조사에 따르면 비즈니스 관리자는 비공식 선물 또는 지급, 경쟁 반대 관행 및 규제 정책 불확실성을 비즈니스 창출 및 성장에 대한 장애물로 높게 평가한다. 또 건설, 수입, 수출에 필요한 서류작업도 부담스럽고 정부가 이 서류를 처리하는 시간도 길다. 무역업자는 수출할 문서 8개와 수입할 문서 10개를 제출해야 한다. 예를 들어, 수입과 수출에 필요한 문서는 2개만 필요하다. 게다가 이집트에는 파산법이 없고 빚을 갚지 못한 기업가는 징역형을 받을 수 있다.

### 높은 인구 증가
이집트의 출산율은 1960년대(여성 1인당 6.7명) 이후 2021년 여성 1인당 3.2명으로 급격히 감소했지만 여전히 상당히 높은 것으로 평가되고 있다. 이집트의 인구는 1981년 4400만 명에서 오늘날 1억100만 명 이상으로 증가했다.

### 부패
정부 내에서 더 많은 비공식적인 관계를 맺고 있는 기업들은 이집트의 번거로운 규제 프레임워크를 통해 경쟁에 대한 동기부여를 받지 않는 더 나은 대우를 받다. 비효율적이고 산발적으로 시행되는 법 체계와 광범위한 부패 문화는 기업이 운영하기 위해 중간자(폐기물)를 사용하게 하고, 잘 연결된 기업은 특혜를 누리게 된다. 지원금 지급은 부정기적 지급과 증여가 처벌됨에도 불구하고 '일을 처리'하는 데 있어 확립된 부분이다. 국제 투명성 기구가 발표한 2017년 부패인식지수에 따르면 이집트는 175개국 중 부패가 가장 적은 117개국이다. 이집트 부패순위는 1996년부터 2017년까지 평균 86.48명으로 2012년 118명, 1996년 41명으로 역대 최저치를 기록했다. 많은 나라에서 지원금 지급은 뇌물로 간주되는데, 이는 많은 외국 기업들이 사업을 하는 데 필수적이기 때문에 이집트와 재정적으로 관여하는 것을 막는다. 부패는 수입품뿐만 아니라 지역 재화의 비용을 높여서 빈곤을 심화시키는 개인의 구매력을 감소시킨다.

### 비효율적인 정책
이집트는 빈곤과 싸우기 위한 지속 가능한 실용적인 정책이 부족하다. 이러한 정책은 빈민층의 경제적 부담을 줄이기 위해 채택되었지만, 부자들에게 더 많은 혜택을 주었고, 이로 인해 빈민들에게 더 많은 문제를 야기하고 정부의 부담을 증가시켰다. 실제로 식량보조금 83%, 전기보조금 76%, 석유보조금 87%, 사회안전망 보조금 76%가 빈곤층 대신 비빈곤층에게 돌아갔다.

## 같이 보기
- 이집트